# Mount Gass, Antarktis
Mount Gass är ett berg i Antarktis. Det ligger i Östantarktis. Argentina och Storbritannien gör anspråk på området. Toppen på Mount Gass är 726 meter över havet, eller 185 meter över den omgivande terrängen. Bredden vid basen är 2,3 km.
Terrängen runt Mount Gass är huvudsakligen kuperad, men västerut är den platt. Terrängen runt Gass sluttar brant västerut. Trakten är obefolkad. Det finns inga samhällen i närheten.